# 오레이칼코스

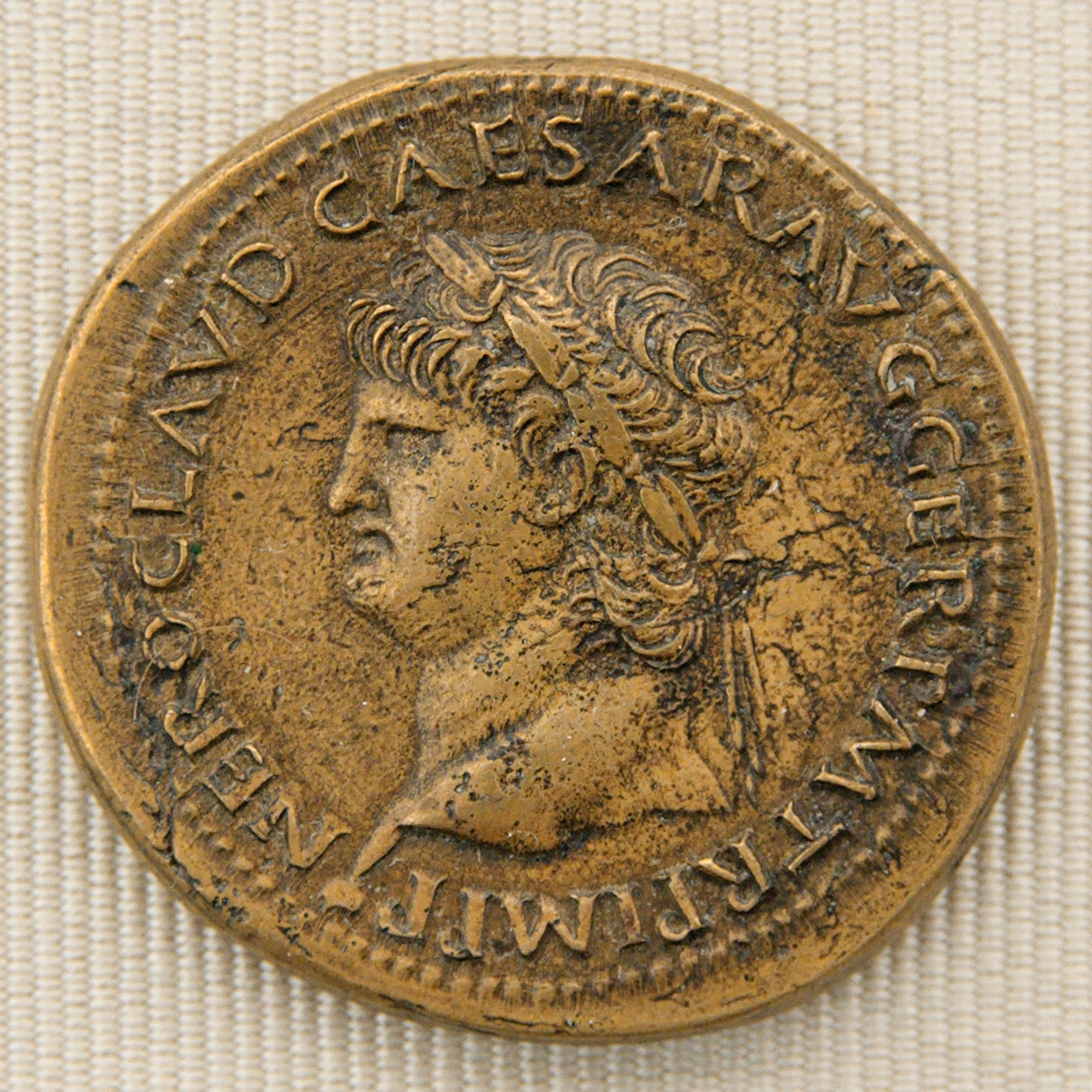

오레이칼코스(고대 그리스어: ὀρείχαλκος) 또는 오리칼쿰(라틴어: Orichalcum)은 플라톤의 대화편 《크리티아스》를 비롯한 여러 고대 문헌들에서 언급되는 금속의 일종이다. 플라톤 대화편에서 크리티아스는 오레이칼코스보다 값진 것은 황금 뿐이며, 아틀란티스에서 많이 채굴되었노라고 말했다.
오레이칼코스의 정체는 청동 또는 황동 또는 다른 합금이었을 것으로 추측된다. 2015년 고대 시칠리아에서 발견된 그리스 난파선에서 금속 주괴들이 인양되었는데, 구리와 아연을 주성분으로 한 합금, 즉 황동이었던 바 있다.
화폐학에서는 로마 제국에서 자기네 주화인 세스테르티우스 및 두폰디우스를 만들 때 사용한 황금빛 청동합금을 오리칼쿰이라고 불렀다.

## 같이 보기
- 호박금